# Pallacanestro Cantù
La Pallacanestro Cantù, nota anche come Acqua San Bernardo Cantù per motivi di sponsorizazzione, è una società cestistica italiana di Cantù militante nel campionato di Serie A.
Fondata nel 1936, è una delle squadre più titolate d'Italia, essendosi aggiudicata 3 scudetti e due edizioni della Supercoppa italiana, nonché l'unica cittadina non capoluogo ad aver conquistato entrambi i titoli nazionali..
La carica di presidente del club è stata ricoperta dal 2011 al 2015 da Anna Cremascoli, prima donna presidente di una società cestistica del massimo campionato italiano, dopo che la famiglia Cremascoli acquisì la proprietà del club nel 2008. La sede delle gare interne di campionato è il PalaDesio di Desio (MB).
Con 2 Coppe dei Campioni, 4 Coppe delle Coppe, 4 Coppe Korać e 2 Coppe Intercontinentali è una delle due squadre italiane (l'altra è l'Olimpia Milano) che hanno conquistato tutti i trofei internazionali e la seconda squadra più titolata nelle competizioni europee dopo il Real Madrid: per questo motivo viene chiamata la Regina d'Europa.

## Storia

### Gli albori

Una delle prime formazioni dell'Opera Nazionale Dopolavoro Cantù

L'Associazione Pallacanestro Cantù nasce tra il 1936 e il 1937, grazie all'idea di Mario Broggi e Angiolino Polli. Negli anni trenta la pallacanestro è uno sport semisconosciuto, praticato solo da pochi. Il primo campo, disegnato da Broggi all'interno del cortile delle Suore Sacramentine, è completamente all'aperto e quindi non è inusuale d'inverno spalare la neve prima dell'inizio delle partite.
I primo componenti di quella che sarebbe diventata la Pallacanestro Cantù sono, oltre ai due giovani già citati, Attilio Molteni, Peppino Borghi, Alberto Broggi, Vittorio Sgariboldi, Nene Marchi e Peppino Colombo, nucleo storico di quella che sarebbe divenuta una delle società più titolate in tutta Europa.
Prima dello scoppio della seconda guerra mondiale, la squadra assume il nome di Opera Nazionale Dopolavoro Cantù. Ad inizio del 1942, la formazione si fa conoscere in tutta Italia grazie alle ottime prestazioni offerte nella coppa Bruno Mussolini. L'A.P. Cantù, guidata in panchina da Luigi Cicoria (a tutti gli effetti primo allenatore dei biancoblù), vince infatti contro Mantova, Pavia, Varese e il General Cantore di Milano.
Nel 1948-49 la Pallacanestro Cantù disputa la prima stagione in serie C. Da lì in poi per il basket canturino sarà una crescita costante con il passaggio in serie B nel 1953 e, l'anno successivo, la conquista, per la prima volta, della serie A. La stagione 1954-55 termina con una retrocessione, a cui segue però un'immediata promozione l'anno successivo. In quel periodo si ritirano dall'attività i fratelli Broggi e l'A. P. Cantù basa le sue fortune su Lino Cappelletti, primo biancoblù convocato in nazionale, e su Lietti, Ronchetti e Quarta. C'è spazio anche per il primo sponsor, Milenka, fornito da una distilleria di Asnago.
Con la riconquista della massima serie nel 1956 si apre per il basket canturino una nuova era: entra infatti in società la famiglia Casella, che porta con sé un dipendente dell'azienda di acque minerali e bibite, Aldo Allievi. Insieme a loro arriva un nuovo sponsor: l'Oransoda.
Allenatore resta lo zaratino Marsan, mentre il nuovo straniero è l'americano Tony Vlastelica, soprannominato "Mister Uncino", che diventa l'idolo del Parini, finalmente ricoperto su invito della Federazione. È il 1957-58 e l'Oransoda di Luciano Racchi, Dante Masocco, Tony Vlastelica, Marcello Motto, Luciano Zia, Gualtiero Bernardis, Rino Morani, Lorenzo Rogato e Lino Cappelletti riesce nell'impresa di arrivare sesta al termine del campionato.

### Gli anni Sessanta: il muro di Cantù

Levissima Cantù-Simmenthal Milano al palazzetto Parini

La stagione successiva cambiano sia l'allenatore sia lo sponsor. La Pallacanestro Cantù si lega al marchio Fonte Levissima, mentre in panchina siede il giovane Gianni Corsolini. Inizia un periodo di enorme sviluppo per il basket italiano in cui Cantù trova la propria collocazione tra le grandi squadre dell'epoca a fianco della Virtus Bologna e del Simmenthal Milano. In quel periodo si registra il ritiro di Lino Cappelletti e il debutto di un giovanissimo Carlo "Charlie" Recalcati, in arrivo proprio dal capoluogo lombardo.
Sono gli anni in cui si forma il "muro di Cantù", tridente composto da Bob Burgess, Alberto De Simone e Alberto Merlati che diventerà famoso in tutto il mondo. La stagione 1967-68 regala a Cantù il primo scudetto della sua storia. Alla guida della formazione c'è Borislav Stanković, che più tardi sarebbe diventato il segretario della FIBA, in campo lottano, oltre a Bob Burgess, Alberto De Simone e Alberto Merlati, Carlo Recalcati, Antonio Frigerio, Carlos D'Aquila. Lo sponsor è ancora Oransoda che legherà per sempre il suo nome all'impresa fantastica di vincere sia il titolo di serie A, sia quello juniores nella stessa stagione.

### Gli anni Settanta e Ottanta: l'epopea degli Allievi

Aldo Allievi con una delle Coppe dei Campioni vinte sotto la sua presidenza

È l'inizio dell'epopea canturina, grazie anche all'esplosione di un giovanissimo talento di Figino Serenza: Pierluigi Marzorati. Dal 1969-70 comincia anche il sodalizio tra Aldo Allievi e Arnaldo Taurisano: un duo che porterà Cantù ai massimi livelli sia in Italia sia in Europa. Sono gli anni in cui il general manager è Raffaele Morbelli, per 18 anni a Cantù (dal 1968 al 1986).
Per due volte consecutive la Forst, nuovo sponsor della compagine brianzola, conquista la coppa Korać (1973 e 1974) e, nella stagione 1974-75 arriva anche il secondo scudetto, ottenuto nel nuovo palasport costruito su una collina di Cucciago: il Pianella.
La squadra è composta da giocatori che entreranno nella storia della pallacanestro: Pierluigi Marzorati, Fabrizio "Ciccio" Della Fiori, Carlo "Charlie" Recalcati, Antonio Farina, Renzo Tombolato, Bob Lienhard, Franco Meneghel e Mario Beretta. Un gruppo che porterà la piccola Cantù sul tetto del mondo, dopo il successo in Coppa Intercontinentale ai danni del grande Real Madrid.
Il 1976-77 è la stagione della prima Coppa delle Coppe, conquistata grazie ad Hart Wingo, talento afroamericano con alle spalle una discreta carriera in NBA. La Coppa rimane a Cantù anche i due anni successivi, con il nuovo sponsor Gabetti e, in campo, l'estroso americano John "Crazy Horse" Neumann.

La Forst Cantù vincitrice della sua prima Coppa delle Coppe nella stagione 1976-77

È un periodo magico per la Pallacanestro Cantù, che inanella una serie di trionfi in Europa e diventa una delle formazioni più temute ed ammirate di tutto il continente. Anni ricchi di successi, accompagnati dallo sponsor Squibb, che culminano nello scudetto 1980-81 e nel nuovo trionfo in Coppa delle Coppe. In panchina siede Valerio Bianchini, mentre in campo, oltre al capitano Marzorati e agli americani Bruce Flowers e Tom Boswell, esalta il pubblico brianzolo il nuovo talento scoperto da Cantù: il bomber di Rovagnate Antonello Riva.
Ma le soddisfazioni più grandi la Pallacanestro Cantù se le toglie, ancora una volta, in ambito continentale. A Colonia, nella primavera del 1982, la piccola Cantù sfida il Maccabi Tel Aviv, simbolo di un'intera nazione, e lo sconfigge per 86 ad 80, salendo sul trono d'Europa grazie al nuovo acquisto C.J. Kupec ed ai giovani Beppe Bosa, Giorgio Cattini, Umberto Cappelletti, Fausto Bargna e Denis Innocentin.
Il trionfo più sentito dai tifosi arriva l'anno successivo: la Ford Cantù di Giancarlo Primo batte a Grenoble i rivali storici del Billy Milano per 69-68 e si riconferma regina d'Europa. Nelle memoria della Pallacanestro Cantù restano anche i nomi dei due statunitensi di quell'anno: Jim Brewer e Wallace Bryant.

La Squibb Cantù posa con la sua prima Coppa dei Campioni nella stagione 1981-82

A questa grande soddisfazione segue qualche stagione di alti e bassi, con allenatore Carlo Recalcati, sponsor come Jolly Colombani, Arexons e Vismara, e americani come Les Craft, Richard Anderson, Dan Gay, Lorenzo Charles, Jeff Turner, Kent Benson e Greg Stokes. In Italia si arriva più volte vicini alla finale scudetto, senza mai raggiungerla, in Europa Cantù viene sconfitta, nell'atto conclusivo della coppa Korac del 1989, dal Partizan Belgrado di Vlade Divac.

### Gli anni Novanta: l'ultimo trionfo europeo e la retrocessione
Per tornare a sollevare una Coppa bisogna attendere sino alla stagione 1990-1991, quando, con Fabrizio Frates in panchina e Pace Mannion in campo (dopo l'addio di Riva, passato ai rivali di Milano), la Clear conquista la Coppa Korać battendo nella doppia finale il Real Madrid, ultimo successo della leggenda Pierluigi Marzorati che alza il trofeo da capitano a quasi 39 anni.
L'annata successiva è positiva: Cantù, allenata ancora da Frates e con Mannion e Adrian Caldwell come stranieri, arriva terza in campionato qualificandosi per la Coppa dei Campioni, denominata nel frattempo European Championship.
Nella stagione 1993-94 la squadra, allenata inizialmente da Antonio Díaz-Miguel, va male in campionato, soprattutto per una serie di scelte sbagliate e per una girandola di stranieri: da Craig Hodges a Rickie Winslow, da Geert Hammink a Michael Curry. L'annata finisce con la retrocessione in serie A2 e con l'addio al basket, dopo 40 anni di esperienza al vertice, della famiglia Allievi, che cede la proprietà a Franco Polti.

La Clear Cantù vincitrice della sua quarta Coppa Korać nella stagione 1990-91

Dopo due anni di purgatorio nella seconda categoria, Cantù riconquista a suon di vittorie la serie A al termine della stagione 1995-1996.
L'anno del ritorno in A1, con Dado Lombardi in panchina e il confermatissimo Thurl Bailey in mezzo all'area, è molto positivo. Cantù arriva ottava in campionato ma, soprattutto, si qualifica per la finale di Coppa Italia, perdendo contro la Virtus Bologna.

### L'era Corrado e la prima Supercoppa italiana
Nella stagione 1999-2000 si registra un nuovo cambio di proprietà: Francesco Corrado acquista la società evitando che Cantù perda la pallacanestro e si assume il compito di riportare la città brianzola ai massimi livelli del basket tricolore.
La prima stagione è funestata da una terribile tragedia: Enrico Ravaglia, ventitreenne di belle speranze che stava rinascendo in maglia biancoblù dopo stagioni rovinate da un brutto infortunio, muore in un incidente stradale. La squadra di Franco Ciani reagisce sul campo, conquistando la salvezza anche grazie all'apporto di Antonello Riva, che diventa il miglior marcatore del campionato italiano.
Il 2000-01 inizia con una serie di sconfitte che portano all'esonero di Ciani e alla promozione di Stefano Sacripanti, allenatore cresciuto nel settore giovanile canturino, già vincitore di tre titoli giovanili. La squadra, sponsorizzata dalla Poliform, raggiunge un'insperata salvezza grazie anche agli innesti in corsa di Matt Santangelo e Marcelo Damião.
L'anno successivo, approfittando del cambio dei regolamenti, Cantù punta su un folto gruppo di americani. Grazie a Jerry McCullough, Bootsy Thornton, Sam Hines, Shaun Stonerook, Todd Lindeman e Ryan Hoover, la Oregon Scientific ritorna nelle alte sfere della pallacanestro italiana, ottenendo la quarta posizione in campionato valida per un posto in Eurolega. Corrado è però costretto ad una scelta difficile, rinuncia all'Europa (lasciando il posto alla Montepaschi Siena) per mantenere quello spettacolare gruppo di americani che aveva fatto innamorare il Pianella, convertitosi nell'occasione in Palaoregon.

La Oregon Scientific Cantù festeggia il suo primo successo in Supercoppa italiana nel 2003

Nella stagione successiva i biancoblù conquistano la finale di Coppa Italia, perdendo solo in volata contro la Benetton. La rivincita arriva il 27 settembre 2003: Cantù sconfigge a Treviso i padroni di casa della Benetton e si aggiudica la sua prima Supercoppa italiana, riportando un trofeo in Brianza dodici anni dopo la Coppa Korać. La compagine brianzola torna anche a calcare i palcoscenici europei. Nel 2004-05 partecipa all'Uleb Cup, nel 2005-06 all'Eurocup, sempre abbinata al marchio dello sponsor Vertical Vision.
Nel 2007 Francesco Corrado diventa Presidente della Lega Basket. A capo della Pallacanestro Cantù viene nominato il figlio Alessandro, che diventa il settimo presidente della storia biancoblù. Un cambio avviene anche in panchina. Dopo sei anni da capo allenatore Sacripanti lascia la panchina brianzola e passa a Pesaro. Il suo posto viene preso dal coach imolese Luca Dalmonte.

### Gli anni recenti: nuovo passaggio di proprietà e ritorno ai vertici
Nell'estate 2008 la Pallacanestro Cantù cambia nuovamente proprietà, pur mantenendo Corrado come Presidente. Il gruppo NGC, di proprietà della famiglia Cremascoli, guidato dal fondatore Eugenio con i figli Paolo ed Anna, diventa socio di maggioranza, con l'obiettivo di tornare a scrivere pagine piene di successi.
Nell'estate 2009 Luca Dalmonte lascia la panchina brianzola dopo due stagioni in biancoblù e lo sostituisce il giovane coach Andrea Trinchieri, che raggiunge subito le Final Eight di Coppa Italia.
Al termine di un'annata esaltante, chiusa con il quarto posto in regular season, la NGC Medical Cantù conquista, a distanza di otto anni dall'ultima volta, la semifinale scudetto contro la Montepaschi Siena al termine di un'appassionante serie di quarti di finale contro la Virtus Bologna (3-2), e il diritto di tornare in Europa, grazie alla qualificazione in Eurocup.
La stagione successiva per la società bianco-blu, che si presenta al via con il nuovo abbinamento Bennet, è ancora più strepitosa. La formazione guidata da coach Andrea Trinchieri, che può contare sulla conferma di molti atleti dell'anno precedente come capitan Nicolás Mazzarino, Manuchar Mark'oishvili, Maarty Leunen e Vladimir Micov, raggiunge infatti sia la finale di Coppa Italia, sia, dopo 30 anni di assenza, la finale scudetto. In entrambi i casi i bianco-blu si arrendono alla Montepaschi Siena, ma questi risultati riportano Cantù ai massimi livelli in Italia e in Europa, visto che la Bennet acquisisce il diritto di giocare l'Eurolega a distanza di 18 anni dall'ultima apparizione.
Nel settembre del 2011 si registra un cambiamento anche ai vertici societari: numero uno della società diviene Anna Cremascoli, prima donna presidente non solo della Pallacanestro Cantù, ma dell'intero basket italiano di serie A.
La stagione della Bennet si caratterizza per il ritorno sui massimi palcoscenici continentali dove la formazione di Andrea Trinchieri rispolvera la grandiosa tradizione europea dei bianco-blu qualificandosi alla Top 16 di Eurolega e mancando solo per la differenza canestri l'accesso ai quarti di finale. Le gare di Eurolega vengono disputate al PalaDesio di Desio.
Cantù perde invece per un soffio la Supercoppa italiana (73-70) e viene anche sconfitta in finale di Coppa Italia sempre dalla Montepaschi Siena. Il cammino in campionato dei bianco-blu si interrompe invece nei quarti di finale dei playoff per mano della Scavolini Pesaro.
La stagione successiva inizia nel migliore dei modi: la Pallacanestro Cantù, con la fortunata denominazione Mapooro, azienda del gruppo NGC che produce integratori, conquista la Supercoppa italiana ai danni degli eterni rivali della Montepaschi Siena regalando il primo trofeo della proprietà Cremascoli. L'MVP della gara è Manuchar Mark'oishvili. I ragazzi di coach Andrea Trinchieri si guadagnano anche l'accesso all'Eurolega per la seconda stagione consecutiva vincendo i Qualifying Rounds organizzati al PalaDesio. La stagione procede positivamente per la Pallacanestro Cantù che, pur battendo al Paladesio armate del calibro di Fenerbahçe Ülker e Real Madrid, viene eliminata dalla Regular Season di Eurolega a causa dell'ultima sfortunata sconfitta di Istanbul. A fine del mese di gennaio la società deve, a malincuore, privarsi di Manuchar Mark'oishvili che riceve un'offerta irrinunciabile da parte del Galatasaray poi vincitore del campionato turco. La squadra, dopo un iniziale periodo di difficoltà, disputa degli ottimi playoff, grazie anche all'inserimento del playmaker Joe Ragland e, eliminando il Banco di Sardegna Sassari, conquista per la terza volta in quattro anni l'accesso alla semifinale scudetto. La formazione di coach Trinchieri, sponsorizzata Lenovo, non riesce però ad accedere alla finale venendo sconfitta in gara-7 dall'Acea Roma.
L'estate è all'insegna di altri grandi cambiamenti. In panchina torna infatti Stefano "Pino" Sacripanti che sostituisce Andrea Trinchieri volato alla volta di Kazan' mentre diventa direttore sportivo, al posto di Bruno Arrigoni, il canturino Daniele Della Fiori, che ricopriva precedentemente il ruolo di team manager della società. Novità arrivano anche dal fronte sponsor con Acqua Vitasnella che diventa main sponsor della Pallacanestro Cantù. La stagione è decisamente positiva per i biancoblu che rimangono sempre nelle prime posizioni in classifica, raggiungono le Final 8 di Coppa Italia, le Last 32 di Eurocup e si qualificano ai playoff mantenendo l'imbattibilità casalinga per l'intera regular season. L'Acqua Vitasnella però non riesce a superare i quarti di finale dei playoff venendo eliminata, come nell'annata precedente, dall'Acea Roma.
Nell'estate del 2014 si verifica un cambiamento a livello societario con un gruppo di 8 soci che affiancano nella conduzione del club Anna Cremascoli, che rimane Presidente e azionista di maggioranza. Il 14 novembre del 2014, per la prima volta nella storia della Pallacanestro Cantù, i tifosi bianco-blu diventano per la prima volta protagonisti della vita del club acquistando a loro volta, attraverso la srl Tutti Insieme Cantù, il 10% delle quote.
La stagione si caratterizza per gli ottimi risultati in Europa con la FoxTown (questa la denominazione della squadra in ambito continentale) che raggiunge, dopo molti anni, gli ottavi di finale di Eurocup arrendendosi solamente dopo due battaglie alla corazzata UNICS Kazan'. In campionato l'Acqua Vitasnella si conferma tra le migliori formazioni in Italia qualificandosi per i playoff dove viene sconfitta dalla Reyer Venezia in gara 5 dei quarti al termine di una serie appassionante. Svolta decisiva dell'annata è l'ingaggio, nel mese di marzo, di un All Star NBA come Metta World Peace che porta a Cantù, oltre che grande risonanza mediatica, il talento e la leadership di cui la squadra aveva bisogno.
Nell'estate del 2015 cambia la guida tecnica della Pallacanestro Cantù con coach Fabio Corbani, al suo esordio in serie A da capo allenatore, che sostituisce Stefano Sacripanti. Il 6 novembre 2015 è una data storica per la squadra lombarda: il magnate ucraino Dmitrij Gerasimenko (proprietario anche del club russo del Krasnyj Oktjabr' Volgograd) diventa il nuovo azionista di maggioranza del club, acquistando circa il 65% delle quote societarie, divenendone poi presidente il 20 gennaio.
All'inizio della stagione 2016-2017 la presidenza è passata nelle mani di Irina Gerasimenko, moglie di Dmitrij Gerasimenko.
La stagione 2017-2018 della Cantù sponsorizzata Red October inizia nei peggiori dei modi, con il record negativo di abbonati e con diverse problematiche societarie. Poi, però, la svolta: la squadra allenata da coach Marco Sodini, passato da vice a capo-allenatore, in campo sorprende partita dopo partita, dando anche spettacolo grazie a giocatori estrosi come Randy Culpepper e Charles Thomas. La squadra centra con grande stupore il primo grande traguardo della stagione, l'accesso alla Final Eight di Coppa Italia. Contro ogni pronostico, i biancoblù chiudono il girone di andata al sesto posto davanti a formazioni ben più accreditate come Virtus Bologna, Dinamo Sassari e Aquila Basket Trento. Alla Final Eight di Coppa Italia i brianzoli sorprendono ancora una volta, eliminando subito al primo turno la corazzata Milano, arrendendosi soltanto a Brescia in semifinale dopo un tempo supplementare, sfiorando così la finalissima. L'annata sportiva termina con uno splendido quanto sorprendente settimo posto in regular season, che qualifica i brianzoli ai playoff, i primi dell'era Gerasimenko. Ai quarti di finale scudetto Cantù esce subito contro la favorita Milano, un 3 a 0 che non cancella comunque quanto di buono fatto nel corso della stagione, entrata di diritto negli annali anche per il record societario di spettatori per una partita casalinga: 6297 paganti nel derby contro Milano, il 15 aprile 2018.
A novembre 2018, Dmitrij Gerasimenko si ritrova in difficili situazioni finanziarie e legali e annuncia di cedere a costo zero la squadra, che cambia anche sponsorizzazione a partire dal match contro i rivali storici dell'Olimpia Milano. Il nuovo main sponsor diventa così "Acqua San Bernardo": il cambio determina anche l'adozione di nuovi colori bianco e verde.
Nel febbraio 2019, la società sembra essere sul punto di passare di mano e di essere ceduta ad una cordata Italo-americana, ma Dmitrij Gerasimenko dopo aver rifiutato le prime offerte, temporeggia sul da farsi, nonostante la drammatica situazione in cui versa la società.

### L'era Tutti Insieme Cantù
Il 18 febbraio 2019, dopo una lunga ed estenuante trattativa, il proprietario Dmitrij Gerasimenko decide finalmente di cedere la società e pertanto, al termine di una giornata convulsa e piena di colpi di scena, alle ore 22.00, presso lo Studio del Notaio Manfredi di Cantù, avviene la tanto sospirata cessione delle azioni della Pallacanestro Cantù S.p.A. che diventa così di proprietà della società Tutti Insieme Cantù S.r.l., rappresentata dal suo Presidente Dott. Angelo Passeri.
Tale evento è di portata storica, sia per la città di Cantù, che per la pallacanestro italiana in generale, in quanto, per la prima volta nella storia, una società di basket professionistico diventa di proprietà di una società puramente di azionariato popolare, la Tutti Insieme Cantù S.r.l. appunto, che, fondata nel 2014, proprio a sostegno della Pallacanestro Cantù, conta ad oggi circa 300 soci, persone fisiche che ogni anno sostengono la società stessa e indirettamente la Pallacanestro Cantù.
I protagonisti di questo passaggio epocale, che ha avuto come terminale rappresentativo la Tutti Insieme Cantù S.r.l., sono stati in realtà molti, a partire dal Dott. Andrea Mauri, già protagonista degli ultimi anni della Pallacanestro Cantù in qualità di Vice-Presidente prima, Amministratore Unico poi e infine Dirigente Responsabile della stessa Pallacanestro Cantù, l'Avvocato Claudio Vassallo, legale della società e membro del Consiglio di Amministrazione della Tutti Insieme Cantù, il Dott. Angelo Passeri, Dottore Commercialista di Como, Presidente della Tutti Insieme Cantù, Roberto Allievi, figlio dello storico patron Aldo con il quale la Pallacanestro Cantù ha conquistato l'Italia, l'Europa ed il Mondo e già presidente della Lega nazionale, Antonio Biella, Dg del marchio Acqua San Bernardo, Antonio Munafò fondatore del Progetto Giovani Cantù, Sergio Paparelli, sponsor ed ex socio della Pallacanestro Cantù, Stefano Salice, anche lui sponsor ed ex socio di Pallacanestro Cantù, e Davide Marson, sponsor ed ex membro del CdA di Pallacanestro Cantù, che successivamente ha acquisito la proprietà del Palasport Pianella, per poter così finanziare la Tutti Insieme Cantù a sostegno della Pallacanestro stessa, oltre a una serie di professionisti e amici che hanno contribuito a sostenere il lavoro fatto dagli stessi.
Dopo l'acquisizione della società da parte della Tutti Insieme Cantù S.r.l., la squadra ha portato a termine la stagione 2018-19 senza ulteriori particolari difficoltà, concludendo la stagione al decimo posto in regular season ed acquisendo sul campo una salvezza che fino a pochi mesi prima sembrava un miraggio. Anzi, sotto la guida di Nicola Brienza, la squadra, rinforzata dopo le partenze di Tony Mitchell e del capitano Ike Udanoh grazie agli ingaggi del play Tony Carr e dell'ala Tyler Stone, grazie ad uno straordinario girone di ritorno, nel quale conquista 22 punti chiude la stagione sfiorando i playoff, mancati soltanto per la peggior classifica avulsa rispetto a Trieste, Sidigas Avellino e Openjobmetis Varese, nonostante un bottino finale di 32 punti che in tutte le altre stagioni del campionato a 16 squadre avrebbe garantito l'accesso alla post season 
La stagione 2019-20 inizia con la nomina a Presidente di Davide Marson, l'undicesimo della storia canturina, una persona colma di entusiasmo e dalla smisurata passione per i colori biancoblù.
La squadra, assemblata dal GM di ritorno, Daniele Della Fiori, è costruita con un budget ridotto, nell'ottica di risanamento societario che la nuova proprietà ha intrapreso, ma nonostante ciò, smaltite le difficoltà iniziali e con l'aggiunta importante, nel mese di dicembre, del cavallo di ritorno Joe Ragland, la squadra acquisisce sicurezza e complice l'esplosione di due talenti scovati dal GM, quali Jason Burnell e Kevarrius Hayes, e grazie a un ritrovato Wes Clark, la squadra inizia a girare molto bene sfiorando un'insperata qualificazione alle Final 8 di Coppa Italia, sfumata proprio all'ultima giornata del girone di andata, complice la sconfitta sul campo della Dinamo Sassari e si piazza stabilmente a ridosso della zona playoff, rimanendo in tale posizione di classifica fino al congelamento delle posizioni e la conseguente cancellazione della parte rimanente di stagione, a causa dell'inizio della pandemia di COVID-19, chiudendo così all'undicesimo posto in classifica.
Il 16 luglio 2020, viene eletto nuovo Presidente della società Roberto Allievi, che diviene così il dodicesimo presidente della storia bianco-blu succedendo a Davide Marson e seguendo le orme del padre Aldo Allievi, che aveva rivestito tale carica in passato negli anni d'oro della società.
Nella stagione 2020-21, complice una duplice ondata di contagi da COVID-19 che mette in grande difficoltà giocatori e staff tecnico biancoblù, la compagine canturina – guidata inizialmente da Cesare Pancotto e successivamente da Piero Bucchi – non riesce a salvarsi sul campo, retrocedendo in serie A2, nonostante gli sforzi in una stagione oggettivamente complessa e unica nel suo genere. La ripartenza, però, inizia subito con idee molto chiare: la panchina viene affidata a uno degli allenatori più amati dai tifosi canturini nel passato recente, Marco Sodini; Fabrizio Frates, invece, storico coach dell’ultimo trofeo internazionale di Cantù (la Coppa Korać del 1991), torna in Brianza nelle vesti di Direttore Tecnico; infine, Bruno Arrigoni entra a far parte del CdA. Nel frattempo, la denominazione della squadra diventa S.Bernardo-Cinelandia Park.

### Le stagioni in Serie A2, la fine dell'era TIC e il ritorno in Serie A
La prima stagione in Serie A2, 2021-2022, è piuttosto positiva. La squadra di coach Marco Sodini viaggia a gonfie vele nel proprio girone, chiudendo al secondo posto alle spalle della sola Udine. Un ottimo risultato, nonostante l'Acqua S.Bernardo perda a giochi in corso il suo miglior giocatore, l'americano Robert Johnson, sostituito da Zach Bryant. Prima dei play-off la dirigenza aggiunge anche Luca Vitali al roster biancoblù, mentre viene ingaggiato il nuovo GM Sandro Santoro. Il cammino di Cantù si ferma in finale, dopo aver eliminato Forlì e Ravenna. Nello scontro decisivo per la promozione, con il fattore campo a favore di Scafati, la squadra di Sodini perde entrambe le partite in Campania. Le due vittorie interne portano la serie alla bella del PalaMangano, ma, come nelle prime due gare, il risultato sorride ai padroni di casa.
La stagione 2022-2023 inizia con un cambio in panchina: al posto di Sodini arriva un monumento del basket italiano come Meo Sacchetti. In estate cambia gran parte del roster, a partire dalla coppia di stranieri: la scelta ricade su Roko Rogic e Dario Hunt. Tra gli italiani c'è poi l'arrivo di Filippo Baldi Rossi. La regular season è piuttosto positiva, nonostante nella parte finale di essa si inizino a vedere alcune crepe per quanto riguarda la continuità del gioco espresso. La dirigenza decide quindi di puntare su David Logan, accantonando Rogic. Una scelta che non basterà a centrare l'obiettivo: questa volta a eliminare Cantù è Pistoia, in gara-5 di semifinale.
Le aspettative rimangono alte anche per la stagione 2023-2024. Sacchetti, che pareva inizialmente confermato, viene esonerato a settembre, con la stagione già alle porte. Al suo posto ecco Devis Cagnardi, inizialmente destinato al ruolo di assistente. Gli stranieri sono Anthony Hickey e Solomon Young, mentre Baldi Rossi diventa capitano. A novembre viene ingaggiato Riccardo Moraschini. Il rendimento della squadra è altalenante, con picchi in cui si vede tutto il potenziale a disposizione e momenti di buio. La squadra raggiunge comunque la finale play-off con il fattore campo a favore. L'avversaria è Trieste: i friulani sbancano il PalaDesio sia in gara-1 che in gara-2 e conquistano la promozione in casa.
Il 18 giugno 2024 finisce la gestione Tic, la compagine di azionariato popolare che ha traghettato la società fin dalla fine dell’era Gerasimenko. Resterà comunque in consiglio con il suo presidente Angelo Passeri.
Il nuovo assetto societario è composto per il 40% da Cantù Next, 40% da Cantù Sports Holding e il restante 20% da Tutti insieme Cantù. 
Inoltre dal nuovo CdA esce Bruno Arrigoni che manterrà un ruolo di consigliere tecnico, anche la terza esperienza canturina di Fabrizio Frates giunge al termine .
Dopo tre annate di delusioni in Serie A2, la stagione 2024-2025 è quella del ritorno nella massima serie, obiettivo dichiarato della società dal primo anno di cadetteria. Il general manager Sandro Santoro affida la guida tecnica a coach Nicola Brienza, reduce da un biennio di soddisfazioni a Pistoia, compresa la promozione proprio ai danni di Cantù. La regular season è complicata, anche a causa di diversi infortuni. Nei play-off la squadra però vola e, battendo Rinascita Basket Rimini per 3-0 in finale nonostante il fattore campo avverso, conquista la promozione in LBA. Diversi i protagonisti degni di nota, dal capitano Filippo Baldi Rossi a Grant Basile, il vero mattatore della stagione dei biancoblù: ala grande italo-statunitense, conquisterà il titolo di MVP della finale promozione. Inoltre, arriva anche la vittoria della Coppa Italia Serie A2, a Bologna, contro Cividale.

## Palmarès

### Competizioni nazionali
- Campionato italiano: 3

1967-68, 1974-75, 1980-81
- Supercoppa italiana: 2

2003, 2012
- Coppa Italia LNP: 1

2025

### Competizioni internazionali
- Eurolega: 2

1981-82, 1982-83
- Coppa delle Coppe: 4 (record)

1976-77, 1977-78, 1978-79, 1980-81
- Coppa Korać: 4 (record)

1972-73, 1973-74, 1974-75, 1990-91
- Coppa Intercontinentale: 2

1975, 1982

### Competizioni giovanili
- Campionato italiano Under 20: 1

2015-16
- Campionato italiano Under-19: 6

1968-69, 1972-73, 1973-74, 1980-81, 1982-83, 1983-84
- Campionato italiano Under-17: 5

1979-80, 1980-81, 1986-87, 1995-96, 1996-97
- Campionato italiano Under 16: 1

2017-18
- Campionato italiano Under-15: 4

1967-68, 1968-69, 1970-71, 1993-94

### Onorificenze
- Stella d'argento al Merito Sportivo: 1982

### Riconoscimenti individuali
Miglior allenatore
 Stefano Sacripanti: 1 (2001-02)
 Andrea Trinchieri: 2 (2009-10, 2010-11)
Miglior allenatore Coppa Italia LNP
 Nicola Brienza: 1 (2025)
MVP Supercoppa Italiana
 Nate Johnson: 1 (2003)
 Manuchar Mark'oishvili: 1 (2012)
MVP Coppa Italia LNP
 Tyrus McGee: 1 (2025)
Coach of the Year Serie A2
 Nicola Brienza: 1 (2024-25)
MVP Finale Playoff Serie A2
 Grant Basile: 1 (2024-25)

## Finali disputate

### Campionato Italiano
- 1980 vs Virtus Bologna
- 2011 vs Mens Sana Siena

### Coppa Italia
- 1997 vs Virtus Bologna
- 2003 vs Benetton Pallacanestro Treviso
- 2011 vs Mens Sana Siena
- 2012 vs Mens Sana Siena

### Supercoppa Italiana
- 2011 vs Mens Sana Siena

### Coppa delle Coppe
- 1980 vs Pallacanestro Varese

### Coppa Korać
- 1989 vs Partizan Belgrado

### Coppa Intercontinentale
- 1983 vs Obras Sanitarias

### Coppa Italia LNP
- 2022 vs.  Amici Pall. Udinese

## Roster 2025-2026
Aggiornato al 9 luglio 2026.
| Acqua S.Bernardo Cantù 2025-2026 | Acqua S.Bernardo Cantù 2025-2026 |
| Giocatori                        | Staff tecnico                    |
| -------------------------------- | -------------------------------- |

| N. | Naz.                                        | Ruolo | Nome                | Anno | Alt.   | Peso   |  |
| -- | ------------------------------------------- | ----- | ------------------- | ---- | ------ | ------ |  |
| 9  | Italia (bandiera)                           | G     | Riccardo Moraschini | 1991 | 194 cm | 99 kg  |  |
| 10 | Italia (bandiera)                           | P     | Andrea De Nicolao   | 1991 | 185 cm | 75 kg  |  |
| 21 | Stati Uniti (bandiera) · Italia (bandiera)  | AC    | Grant Basile        | 2000 | 206 cm | 106 kg |  |
| 66 | Italia (bandiera)                           | C     | Leonardo Okeke      | 2003 | 213 cm | 108 kg |  |
|    | Nigeria (bandiera) · Stati Uniti (bandiera) | AG    | Ife Josh Ajayi      | 1996 | 200 cm | 111 kg |  |
|    | Mali (bandiera)                             | C     | Oumar Ballo         | 2002 | 213 cm | 118 kg |  |
|    | Italia (bandiera)                           | G     | Giordano Bortolani  | 2000 | 193 cm | 85 kg  |  |
|    | Stati Uniti (bandiera)                      | GA    | Jordan Bowden       | 1997 | 196 cm | 88 kg  |  |
|    | Stati Uniti (bandiera)                      | P     | Jacob Gilyard       | 1998 | 175 cm | 75 kg  |  |
|    | Stati Uniti (bandiera)                      | AP    | Xavier Sneed        | 1997 | 196 cm | 98 kg  |  |

| Allenatore                                                                                       |
| - Nicola Brienza                                                                                 |
| Assistente/i                                                                                     |
| - Michele Carrea - Mattia Costacurta Legenda - (C) Capitano - (IN) Inattivo - Infortunato Roster |

### Staff
- Allenatore: Nicola Brienza
- Assistenti: Michele Carrea, Mattia Costacurta
- Preparatore atletico: Roberto Bianchi
- Responsabile medico: Federico Casamassima
- Medico: Fabrizio Orsenigo
- Fisioterapisti: Andrea Lanzi, Federico Lietti, Marco Mascheroni, Simona Modena
- Ortopedico: Marco Camagni

## Statistiche e record

### Partecipazione ai campionati
| Livello | Categoria | Partecipazioni | Debutto   | Ultima stagione | Totale |
| 1°      | Serie A   | 30             | 1954-1955 | 2020-2021       | 64     |
| 1°      | Elette    | 9              | 1956-1957 | 1964-1965       | 64     |
| 1°      | Serie A1  | 25             | 1974-1975 | 2000-2001       | 64     |
| 2°      | Serie B   | 1              | 1953-1954 | 1953-1954       | 8      |
| 2°      | Serie A   | 1              | 1955-1956 | 1955-1956       | 8      |
| 2°      | Serie A2  | 6              | 1994-1995 | 2024-2025       | 8      |
| 3°      | Serie C   | 5              | 1948-1949 | 1952-1953       | 5      |

### Partecipazione alle coppe europee
| Livello | Categoria                   | Partecipazioni | Debutto   | Ultima stagione | Totale |
| 1°      | Coppa Intercontinentale     | 3              | 1975-1976 | 1983-1984       | 11     |
| 1°      | Euroleague Basketball       | 8              | 1968-1969 | 2012-2013       | 11     |
| 2°      | Coppa delle Coppe           | 6              | 1976-1977 | 1997-1998       | 10     |
| 2°      | Eurocup                     | 4              | 2004-2005 | 2014-2015       | 10     |
| 3°      | Coppa Korać                 | 10             | 1972-1973 | 1992-1993       | 12     |
| 3°      | EuroChallenge               | 1              | 2005-2006 | 2005-2006       | 12     |
| 3°      | Basketball Champions League | 1              | 2018-2019 | 2018-2019       | 12     |
| 4°      | FIBA Europe Cup             | 1              | 2015-2016 | 2015-2016       | 1      |

### Di squadra
- Stagioni in Serie A: 63
- Partite disputate: 1954[20]
- Partite vinte: 1114[21]
- Partite perse: 840[22]
- Percentuale di vittorie: 57.0%

Coppe internazionali

- Partite disputate: 358
- Partite vinte: 234
- Partite perse: 123
- Percentuale di vittorie: 65,4%

Supercoppa italiana

- Partecipazioni in Supercoppa italiana: 5
- Partite disputate: 15
- Partite vinte: 6
- Partite perse: 9
- Percentuale di vittorie: 40.0%

- Striscia vincente più lunga: 12 partite (1974/75 - 2022/23)
- Massimo punteggio realizzato: 136 (Bakery Piacenza-Acqua S. Bernardo Cantù del 27/03/2022)
- Minimo punteggio subito: 30 (Milenka Cantù-Junghans Venezia del 17/10/1954)
- Massimo scarto attivo: +59 (Forst Cantù-Maxmobili Pesaro dell'11/02/1973)

Negativi

- Striscia perdente più lunga: 8 partite (2018/19)
- Minimo punteggio realizzato: 32 (Milenka Cantù-A:S: Roma del 31/10/1954)
- Massimo punteggio subito: 128 (Bakery Piacenza-Acqua S. Bernardo Cantù del 27/03/2022)
- Massimo scarto passivo: -43 (Betaland Capo d'Orlando-Red October Cantù del 30/10/2016)

Pubblico

- Record di presenze: 6.297 spettatori (Red October Cantù-EA7 Emporio Armani Milano del 15/04/2018)
- Record di incasso: 81.375 euro (Acqua Vitasnella Cantù-EA7 Emporio Armani Milano del 16/04/2015)

### Giocatori
- 693 Pierluigi Marzorati
- 484 Antonello Riva
- 434 Carlo Recalcati
- 431 Giuseppe Bosa
- 390 Alberto Rossini

- 23 Pierluigi Marzorati
- 17 Carlo Recalcati
- 16 Antonello Riva
- 15 Giuseppe Bosa
- 12 Fabrizio Della Fiori

- 8659 Pierluigi Marzorati
- 8492 Antonello Riva
- 6396 Carlo Recalcati
- 4475 Fabrizio Della Fiori
- 4439 Giuseppe Bosa

- 45.5% (92/202) Brady Heslip
- 43.7% (593/1356) Nicolás Mazzarino
- 43.7% (69/158) Brett Blizzard
- 43.6% (175/401) Alberto Tonut
- 42.8% (59/138) DaShaun Wood

Statistiche aggiornate alla stagione 2019-2020.

## Impianti di gioco
La Pallacanestro Cantù disputa le sue partite dal 1975 all'interno del Palasport Pianella, situato su un colle di Cucciago, comune limitrofo a Cantù. In precedenza le partite casalinghe venivano disputate nel Palazzetto Parini, situato nel centro di Cantù, che nei primi anni di vita della squadra era addirittura scoperto.
Nel 1975 il Palasport Pianella risultava essere l'impianto più all'avanguardia in Europa e vi furono disputate parecchie competizioni internazionali.
Visto l'exploit di risultati della stagione 2010-2011, la società si è vista costretta ad omologare il campo del PalaDesio di Desio come sede ufficiale per l'Eurolega, data l'inagibilità del Palasport Pianella per questioni di capienza e standard qualitativi. Dalla stagione 2016-2017 disputa le sue partite casalinghe al PalaDesio. Il 6 marzo 2024 è stato aperto il cantiere della nuova Cantù Arena che si spera possa vedere la luce per la stagione 2026-2027.

## Maglie ritirate
| Pierluigi Marzorati 1991 |  | Enrico Ravaglia 1999 |

## Allenatori e presidenti
- 1941-1949  Luigi Cicoria
- 1949-1951  Enrico Garbosi
- 1951-1952  Achille Ruspi
- 1952-1953  Ettore Terrevazzi
- 1953-1954  Nando Butti
- 1954-1955  James Larry Strong
- 1955-1958  Isidoro Marsan
- 1958-1960  Gianni Corsolini
- 1960-1962  Vittorio Tracuzzi
- 1962-1966  Gianni Corsolini
- 1966-1969  Borislav Stanković
- 1969-1979  Arnaldo Taurisano
- 1979-1982  Valerio Bianchini
- 1982-1983  Giancarlo Primo
- 1983-1984  Gianni Asti
- 1984-1990  Carlo Recalcati
- 1990-1993  Fabrizio Frates
- 1993-1994  Antonio Díaz-Miguel (1ª-6ª)
 Bruno Arrigoni (7ª-30ª e play-out)
- 1994-1995  Giancarlo Sacco
- 1995-1996  Giancarlo Sacco (1ª-7ª)
 Gianfranco Lombardi (8ª-32ª e play-off)
- 1996-1997  Gianfranco Lombardi
- 1997-1998  Virginio Bernardi (1ª-6ª)
 Massimo Magri (7ª-26ª)

- 1998-1999  Fabrizio Frates
- 1999-2000  Franco Ciani
- 2000-2001  Franco Ciani (1ª-11ª)
 Stefano Sacripanti (12ª-34ª)
- 2001-2007  Stefano Sacripanti
- 2007-2009  Luca Dalmonte
- 2009-2013  Andrea Trinchieri
- 2013-2015  Stefano Sacripanti
- 2015-2016  Fabio Corbani (1ª-11ª)
 Nicola Brienza (12ª-13ª)
 Sergej Bazarevič (14ª-30ª)
- 2016-2017  Rimas Kurtinaitis (1ª-9ª)
 Kyryll Bol'šakov (10ª-20ª)
 Carlo Recalcati (21ª-30ª)
- 2017-2018  Kyryll Bol'šakov (1ª)
 Marco Sodini (2ª-30ª e play-off)
- 2018-2019  Evgenij Pašutin (1ª-17ª)
 Nicola Brienza (18ª-30ª)
- 2019-2020  Cesare Pancotto
- 2020-2021  Cesare Pancotto (1ª-17ª)
 Piero Bucchi (18ª-30ª)
- 2021-2022  Marco Sodini
- 2022-2023  Romeo Sacchetti
- 2023-2024  Devis Cagnardi
- 2024-  Nicola Brienza

- 1945-1958  Luigi Molteni
- 1958-1960  Aldo Allievi
- 1960-1967  Ettore Casella
- 1967-1969  Erminio Casella
- 1969-1995  Aldo Allievi
- 1995-1999  Franco Polti
- 1999-2007  Francesco Corrado
- 2007-2011  Alessandro Corrado
- 2011-2015  Anna Cremascoli
- 2015-2016  Dmitrij Gerasimenko
- 2016-2018  Irina Gerasimenko
- 2019-2020  Davide Marson
- 2020-  Roberto Allievi

## Denominazioni e sponsorizzazioni
- 1936-1945: O.N.D. Cantù
- 1945-1951: A.P. Cantù
- 1951-1955: Milenka
- 1955-1956: Mobili Cantù
- 1956-1958: Oransoda
- 1958-1965: Fonte Levissima
- 1965-1969: Oransoda
- 1969-1970: A.P. Cantù
- 1970-1977: Forst
- 1977-1980: Gabetti
- 1980-1982: Squibb
- 1982-1983: Ford
- 1983-1985: Jolly Colombani
- 1985-1988: Arexons
- 1988-1989: Wiwa Vismara
- 1989-1990: Vismara

- 1990-1994: Shampoo Clear
- 1994-1999: Polti
- 1999-2000: Canturina Servizi
- 2000-2001: Poliform
- 2001-2004: Oregon Scientific
- 2004-2006: Vertical Vision
- 2006-2008: Tisettanta
- 2008-2010: NGC Medical
- 2010-2012: Bennet
- 2012-2013: Chebolletta[24][25], Lenovo[24][26] - Mapooro[27]
- 2013-2016: Acqua Vitasnella[24] - FoxTown[28]
- 2016-2018: Red October[29], Forst[30] e Mia[31]
- 2018-2019: Acqua S.Bernardo[32]
- 2019: Acqua S.Bernardo - Cinelandia
- 2020-: Acqua S.Bernardo

## Tifoseria

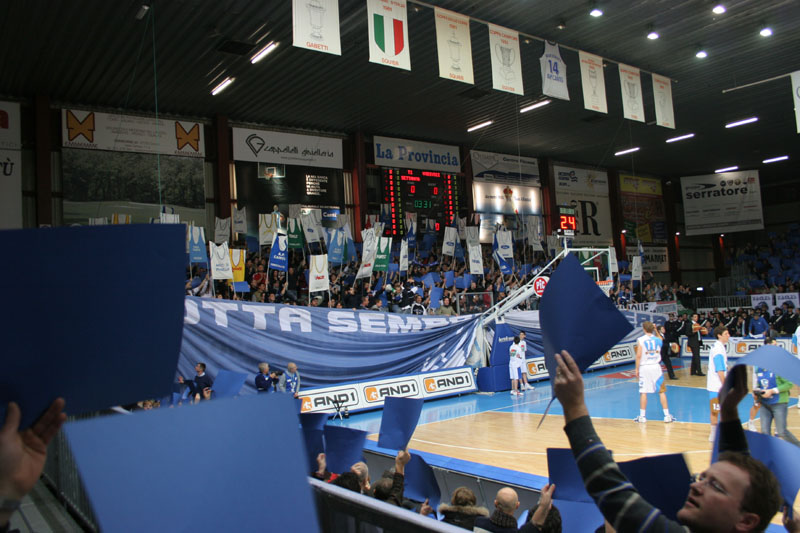
Coreografia degli Eagles in occasione dei settant'anni della Pallacanestro Cantù

### Storia
Da sempre la squadra canturina ha un buon seguito, considerando anche il suo bacino d'utenza molto limitato rispetto alle altre metropoli del basket italiano. Tra il 1989 e il 1990 venne deciso di dar vita ad un gruppo organizzato per il tifo nel Pianella e venne deciso come nome Eagles, le aquile della curva, scartando le proposte Onda d'Urto e Sturm und Drang.
Il tifo organizzato garantisce uno spettacolo unico in tutte le partite casalinghe della squadra, che segue anche in trasferta su tutti i campi. Sono tra i gruppi ultras della pallacanestro più attivi in Italia e si distinguono per la passione e il calore con cui sostengono sempre la squadra, coinvolgendo anche il pubblico del Pianella che diventa così il "sesto uomo" in campo. Gli Eagles possiedono anche uno spazio all'interno del palazzetto per la vendita del proprio materiale.

### Gemellaggi e rivalità
Le presenze di spettatori raggiungono l'apice in occasione dei derby contro l'Olimpia Milano e la Pallacanestro Varese, oppure nelle sfide contro le rivali storiche come la Virtus Bologna. Altre rivalità o inimicizie si hanno nei confronti delle tifoserie di Fortitudo Bologna, Mens Sana Siena, Pistoia, Cento, Pallacanestro Reggiana e Juvecaserta.
La tifoseria canturina intrattiene rapporti di gemellaggio o di reciproco rispetto con i gruppi organizzati di Napoli, Virtus Roma, Montecatini e Pesaro.

### Fonti
1. ↑   Anna Cremascoli, presidente in prima linea, in Corriere di Como, 18 settembre 2011. URL consultato il 28 settembre 2021 (archiviato dall'url originale il 28 settembre 2021).
2. 1 2 3   Storia, in Pallacanestro Cantù. URL consultato il 28 settembre 2021.
3. ↑  Il campo in questione è quello, ancora presente, all'interno dell'Istituto Scolastico Cardinal Ferrari, in pieno centro a Cantù
4. ↑  Dmitry Gerasimenko diventa il nuovo azionista di maggioranza della Pallacanestro Cantù sportando.com
5. ↑   Acqua S. Bernardo nuovo title sponsor della Pallacanestro Cantù, in Pallacanestro Cantù, 27 novembre 2018. URL consultato il 27 novembre 2018.
6. ↑   Roberto Canali, Pallacanestro Cantù, c'è la firma: Gerasimenko cede la società alla Tic, in Il Giorno, 19 febbraio 2019. URL consultato il 28 settembre 2021.
7. ↑   Basket Cantù ai canturini - Atto d’amore di Marson e il Pianella ora è suo, in La Provincia, 20 febbraio 2019. URL consultato il 28 settembre 2021.
8. ↑   La Pallacanestro Cantù compone il nuovo cda: Davide Marson presidente, in Sportando, 9 luglio 2019. URL consultato il 28 settembre 2021.
9. ↑   Cinelandia regala Joe Ragland alla Pallacanestro Cantù, in Sportando, 9 dicembre 2019. URL consultato il 28 settembre 2021.
10. ↑   Roberto Allievi è il dodicesimo presidente di Pallacanestro Cantù, in Sportando, 20 luglio 2020. URL consultato il 28 settembre 2021.
11. ↑   Cantù rinnova Cesare Pancotto, in Sportando, 12 maggio 2020. URL consultato il 28 settembre 2021.
12. ↑   Cantù esonera Cesare Pancotto, in Sportando, 25 gennaio 2021. URL consultato il 28 settembre 2021.
13. ↑   Cantù: ufficiale l’arrivo in panchina di Piero Bucchi, in Sportando, 26 gennaio 2021. URL consultato il 28 settembre 2021.
14. ↑   Pallacanestro Cantù, ufficiale il ritorno di Marco Sodini, in Sportando, 4 giugno 2021. URL consultato il 28 settembre 2021.
15. ↑   Fabrizio Frates torna a Cantù in veste di direttore tecnico, in Sportando, 7 giugno 2021. URL consultato il 28 settembre 2021.
16. ↑   Arrigoni entra nel Cda - Oggi l’annuncio di Cantù, in La Provincia, 7 giugno 2021. URL consultato il 28 settembre 2021.
17. ↑   La Provincia, 18 giugno 2024,  https://www.laprovinciadicomo.it/stories/premium/Sport/basket/pallacanestro-cantu/capolinea-cagnardi-tocca-brienza-insieme-santoro-o_2300975_11/. URL consultato il 20 giugno 2024.
18. ↑   La Provincia, 20 giugno 2024,  https://www.laprovinciadicomo.it/stories/premium/Sport/basket/pallacanestro-cantu/cantu-anche-frates-sacchetti-dancicco-ai-saluti-o_2305427_11/. URL consultato il 20 giugno 2024.
19. ↑  Posizione in classifica al momento della sospensione definitiva del campionato a causa della pandemia di COVID-19
20. ↑  1957 se si considerano le gare disputate nello spareggio retrocessione/promozione della stagione 1954-55
21. ↑  1115 se si considerano le gare disputate nello spareggio retrocessione/promozione della stagione 1954-55
22. ↑  842 se si considerano le gare disputate nello spareggio retrocessione/promozione della stagione 1954-55
23. ↑  con più di 100 tentativi
24. 1 2 3  in campionato
25. ↑  fino al 12 marzo
26. ↑  dal 12 marzo
27. ↑  in Supercoppa italiana e in Eurolega
28. ↑  in Eurocup, Coppa Italia e in Europe Cup
29. ↑  fino al 27 febbraio 2017 e dal 1º ottobre 2017
30. ↑  il 10 gennaio 2017
31. ↑  dal 27 febbraio 2017 fino al 1º ottobre 2017
32. ↑  dal 27 novembre 2018
33. ↑  Cantù, alla festa degli Eagles il coach cucina le salamelle - cantù - mariano - La Provincia di Como - Notizie di Como e Provincia